# Los ladrones somos gente honrada (película de 1956)
Los ladrones somos gente honrada es una película cómica española estrenada en 1956, dirigida por Pedro Luis Ramírez y protagonizada en los papeles principales por José Luis Ozores, José Isbert y Antonio Garisa.
Está basada en la obra de teatro homónima del dramaturgo Enrique Jardiel Poncela estrenada en el madrileño Teatro de la Comedia el 25 de abril de 1941.
Por su papel en la película la actriz Julia Caba Alba recibió el galardón a la mejor actriz secundaria en los Premios del Sindicato Nacional del Espectáculo.

## Sinopsis
La acaudalada familia de Arévalo va a celebrar una fiesta en su casa. Este acontecimiento llega a oídos de una banda de ladrones que van a aprovechar la ocasión para preparar un buen golpe. Todo ha sido concienzudamente planeado y nada puede salir mal. Pero ocurre algo imprevisto, el jefe de la banda se enamora de la sobrina de los dueños de la casa y el atraco se complica sobremanera.

## Producción y rodaje
Los ladrones somos gente honrada se produjo tras la muerte de Enrique Jardiel Poncela en 1952. La película está filmada en Madrid. 

## Reparto
- José Luis Ozores como El Castelar
- José Isbert como El Tío del Gabán
- Antonio Garisa como El Pelirrojo
- Encarnita Fuentes como	Herminia
- Rafael Bardem como Don Felipe Arévalo
- Julia Caba Alba como Eulalia, la criada
- Carlos Miguel Solá como Daniel 'El Melancólico'
- José Manuel Martín como Antón, el mayordomo
- José Ramón Giner como Dr. Ramiro Laredo
- Isabel Pallarés como Teresa
- Antonio Ozores como Beringola
- Nora Samsó como Doña Andrea
- Pilar Gómez Ferrer como Monchi, la esposa del Dr. Laredo
- Joaquín Roa como Vigilante
- María Isbert como Berta
- Emilio Santiago como El Titi
- Juana Ginzo como Criada del Rastro
- Julio Goróstegui como Gerente de la joyería
- Manuel Aguilera como Benito Ortega
- Jacinto San Emeterio como Empleado de la joyería
- Juan Cazalilla como Otro empleado de la joyería
- Ángel Álvarez como Farmacéutico
- Milagros Leal como	 Mujer de Benito
- Alicia Palacios como Germana
- Antonio Molino Rojo como Invitado de la fiesta